# Wikimedia Foundation
(Wikimedia Foundation vision)

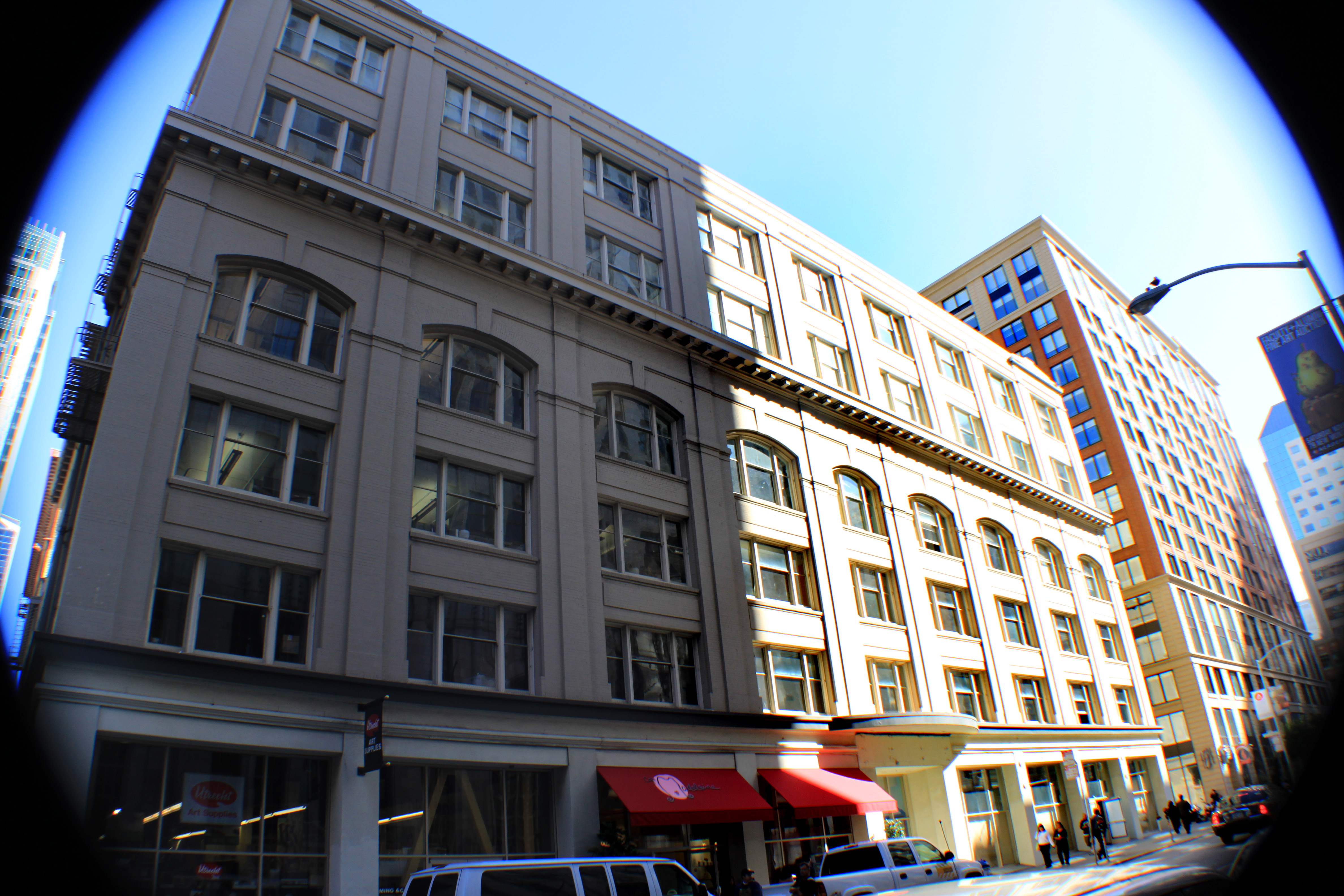
Wikimedia Foundation, San Francisco.

Wikimedia Foundation Inc. è una fondazione senza fini di lucro creata nel 2003 che ha sede a San Francisco, in California (Stati Uniti). La fondazione ha lo scopo di incoraggiare lo sviluppo e la diffusione di contenuti liberi in tutte le lingue, e fornire gratuitamente al pubblico l'intero contenuto dei suoi progetti wiki, tra i quali il più noto è l'enciclopedia Wikipedia, che figura tra i 10 siti più consultati al mondo.
Da gennaio 2022, la direttrice esecutiva è Maryana Iskander.
Il nome "Wikimedia" è un neologismo coniato da Sheldon Rampton in una e-mail inviata alla mailing list [WikiEN-l] nel marzo 2003. In seguito i nomi di dominio wikimedia.org e wikimediafoundation.org furono assicurati alla Fondazione da Daniel Mayer.

## Storia
La costituzione della fondazione è annunciata ufficialmente il 20 giugno 2003 dal cofondatore di Wikipedia Jimmy Wales, che gestiva Wikipedia sotto l'egida della sua azienda Bomis.

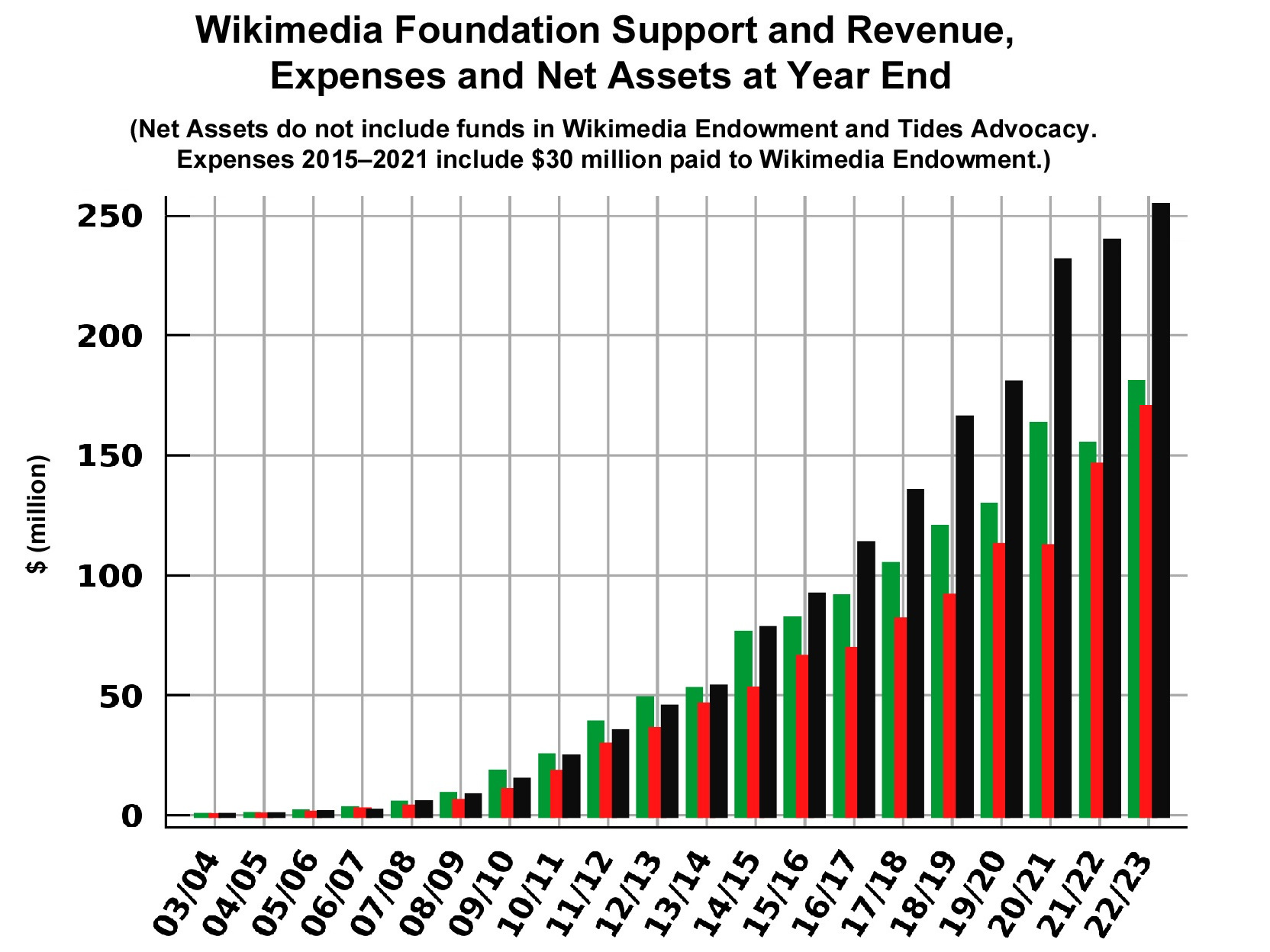
Risultati finanziari della Wikimedia Foundation (dall'anno fiscale 2003-'04).

Con la creazione della Wikimedia Foundation, Wales trasferisce all'ente non profit il possesso di tutti i nomi di dominio di tutte le edizioni di Wikipedia, di Wiktionary, di Nupedia, oltre ai diritti d'autore per tutti i materiali collegati a quei progetti che erano stati creati da impiegati della Bomis (tra cui figurava Larry Sanger) o da Wales stesso. La fornitura stessa di computer usata per i progetti Wikimedia viene donata da Wales alla Fondazione.
A partire dal 2016 Wikimedia si è dotata di una dotazione finanziaria propria per preservare il proprio futuro: la fondazione e i suoi progetti sono sostenuti principalmente da microdonazioni.
Il bilancio del 2017 è di circa 120 milioni di dollari, di cui: 49.5 in liquidità, 60.4 impegnati in investimenti di breve e lungo termine, 4.6 in immobilizzazioni materiali.

## Struttura
Wikimedia è divisa in capitoli nazionali o subnazionali, dei quali è possibile diventare soci pagando una piccola quota annuale.
Una parte dei membri del consiglio di amministrazione della fondazione sono eletti direttamente dagli utenti dei progetti online, quali rappresentanti della vasta comunità online che gestisce i contenuti dei vari progetti.

## Progetti
Oltre a Wikipedia, la Wikimedia Foundation si occupa di una serie di progetti che si caratterizzano tutti per il contenuto libero, per essere redatti in modo collaborativo da volontari, per usare wiki e per essere multilingue. Nel tempo vengono istituiti un dizionario multilingue e un thesaurus chiamato Wiktionary, una raccolta di citazioni chiamata Wikiquote, una collezione di testi didattici in formato elettronico (manuali e libri di testo) chiamato Wikibooks, uno spazio dedicato esclusivamente all'attualità, ovvero l'agenzia di stampa Wikinotizie, oltre a raccolte di opere di autori celebri su Wikisource. A questi si sono aggiunti nel tempo ulteriori progetti, come Wikispecies (un catalogo di tutte le forme di vita) e Wikiversità (un ambiente per l'apprendimento collaborativo).
| Wikibooks logo         | Nome: Wikibooks Descrizione: una biblioteca di libri di testo e materiale educativo. Sito web: https://www.wikibooks.org                                            | Wikinews logo   | Nome: Wikinotizie Descrizione: una fonte di notizie redatte da volontari di tutto il mondo. Sito web: https://www.wikinews.org/    | Wikispecies logo | Nome: Wikispecies Descrizione: un indice di dati sulle specie di animali, piante, funghi, batteri, archei, protisti e tutte le altre forme di vita. Sito web: https://species.wikimedia.org |
| Wikidata logo          | Nome: Wikidata Descrizione: un database consultabile e modificabile da umani e automi per supportare altri progetti di Wikimedia Sito web: https://www.wikidata.org | Wikipedia logo  | Nome: Wikipedia Descrizione: un'enciclopedia generale online in oltre 280 lingue Sito web: https://www.wikipedia.org               | Wikiversity logo | Nome: Wikiversità Descrizione: una piattaforma online per l'apprendimento e la raccolta di risorse didattiche. Sito web: https://www.wikiversity.org                                        |
| Wikimedia Commons logo | Nome: Wikimedia Commons Descrizione: un archivio di immagini, suoni e filmati liberamente utilizzabili. Sito web: https://commons.wikimedia.org                     | Wikiquote logo  | Nome: Wikiquote Descrizione: una raccolta di citazioni di personaggi celebri, libri, film e altro. Sito web: https://wikiquote.org | Wikivoyage logo  | Nome: Wikivoyage Descrizione: una guida turistica aggiornabile, affidabile e dal contenuto libero Sito web: https://www.wikivoyage.org                                                      |
| Wikimedia Meta logo    | Nome: Meta-Wiki Descrizione: un sito utilizzato per coordinare tutti i progetti Wikimedia. Sito web: https://meta.wikimedia.org                                     | Wikisource logo | Nome: Wikisource Descrizione: una biblioteca di documenti e testi di pubblico dominio. Sito web: https://www.wikisource.org        | Wiktionary logo  | Nome: Wikizionario Descrizione: un dizionario che cataloga significati, sinonimi, etimologie e traduzioni. Sito web: https://www.wiktionary.org                                             |